# Mareuil-le-Port
Mareuil-le-Port és un municipi francès, situat al departament del Marne i a la regió del Gran Est. L'any 2007 tenia 1.334 habitants.

## Demografia

### Població
El 2007 la població de fet de Mareuil-le-Port era de 1.334 persones. Hi havia 535 famílies, de les quals 146 eren unipersonals (57 homes vivint sols i 89 dones vivint soles), 174 parelles sense fills, 199 parelles amb fills i 16 famílies monoparentals amb fills.
La població ha evolucionat segons el següent gràfic:
Habitants censats

### Habitatges
El 2007 hi havia 613 habitatges, 545 eren l'habitatge principal de la família, 24 eren segones residències i 44 estaven desocupats. 567 eren cases i 43 eren apartaments. Dels 545 habitatges principals, 388 estaven ocupats pels seus propietaris, 132 estaven llogats i ocupats pels llogaters i 24 estaven cedits a títol gratuït; 3 tenien una cambra, 41 en tenien dues, 63 en tenien tres, 135 en tenien quatre i 303 en tenien cinc o més. 394 habitatges disposaven pel capbaix d'una plaça de pàrquing. A 231 habitatges hi havia un automòbil i a 226 n'hi havia dos o més.

### Piràmide de població
La piràmide de població per edats i sexe el 2009 era:
| Homes | Edats   | Dones |
| ----- | ------- | ----- |
| 0     | 95 o +  | 0     |
| 0     | 90 a 94 | 4     |
| 4     | 85 a 89 | 4     |
| 12    | 80 a 84 | 12    |
| 16    | 75 a 79 | 24    |
| 16    | 70 a 74 | 40    |
| 44    | 65 a 69 | 28    |
| 36    | 60 a 64 | 40    |
| 36    | 55 a 59 | 20    |
| 44    | 50 a 54 | 56    |
| 44    | 45 a 49 | 48    |
| 44    | 40 a 44 | 32    |
| 68    | 35 a 39 | 64    |
| 32    | 30 a 34 | 64    |
| 36    | 25 a 29 | 60    |
| 28    | 20 a 24 | 40    |
| 44    | 15 a 19 | 36    |
| 44    | 10 a 14 | 56    |
| 24    | 5 a 9   | 28    |
| 36    | 0 a 4   | 28    |

## Economia
El 2007 la població en edat de treballar era de 854 persones, 611 eren actives i 243 eren inactives. De les 611 persones actives 572 estaven ocupades (325 homes i 247 dones) i 37 estaven aturades (16 homes i 21 dones). De les 243 persones inactives 66 estaven jubilades, 80 estaven estudiant i 97 estaven classificades com a «altres inactius».

### Ingressos
El 2009 a Mareuil-le-Port hi havia 533 unitats fiscals que integraven 1.269,5 persones, la mediana anual d'ingressos fiscals per persona era de 18.659 €.

### Activitats econòmiques
Dels 63 establiments que hi havia el 2007, 1 era d'una empresa extractiva, 10 d'empreses alimentàries, 5 d'empreses de construcció, 20 d'empreses de comerç i reparació d'automòbils, 3 d'empreses de transport, 3 d'empreses d'hostatgeria i restauració, 1 d'una empresa d'informació i comunicació, 2 d'empreses financeres, 1 d'una empresa immobiliària, 9 d'empreses de serveis, 4 d'entitats de l'administració pública i 4 d'empreses classificades com a «altres activitats de serveis».
Dels 10 establiments de servei als particulars que hi havia el 2009, 1 era una oficina de correu, 1 una oficina bancària, 1 taller de reparació d'automòbils i de material agrícola, 1 guixaire pintor, 2 electricistes, 1 empresa de construcció, 2 perruqueries i 1 restaurant.
Dels 8 establiments comercials que hi havia el 2009, 1 era una botiga de més de 120 m², 3 fleques, 1 una botiga de material de revestiment de parets i terra i 3 floristeries.
L'any 2000 a Mareuil-le-Port hi havia 134 explotacions agrícoles que ocupaven un total de 648 hectàrees.

## Equipaments sanitaris i escolars
L'únic equipament sanitari que hi havia el 2009 era una farmàcia.
El 2009 hi havia 1 escola maternal i 1 escola elemental. Mareuil-le-Port disposava d'un col·legi d'educació secundària amb 287 alumnes.

## Poblacions més properes
El següent diagrama mostra les poblacions més properes.